# Refresco
Die Refresco Group (bis Mai 2016: RefrescoGerber) ist ein Getränkehersteller mit Sitz in Rotterdam. Die Unternehmensgruppe ist der größte Abfüller von Erfrischungsgetränken und Säften in Europa. Die Unternehmensgruppe beschäftigt in ihren 75 Produktionsstätten mit 358 Abfüllbetrieben in dreizehn Ländern in Europa, Nordamerika und Australien mehr als 14.600 Mitarbeiter. 2023 produzierte Refresco insgesamt 14,246 Milliarden Liter Getränke. Hauptsitz der Gruppe ist Rotterdam, die Zentrale für Nordamerika ist in Tampa. Das Unternehmen war von 2015 bis 2017 an der Amsterdamer Börse Euronext gelistet. Firmenchef (CEO) ist Hans Roelofs, Finanzchef (CFO) Bill McFarland, Beide zusammen bilden das Executive Board, die Gesellschafterversammlung ist an die Stelle des Aufsichtsrates getreten.

## Geschichte
Die Unternehmensgeschichte geht auf das Vorgängerunternehmen Menken Beverages zurück, das 1999 als Management-Buy-out aus den vom niederländischen Molkereikonzern Campina Melkunie abgestoßenen Gesellschaften Menken Drinks und Refrescos de Sur Europa S.A. entstand. Im Jahr 2000 erwarb Menken Beverages die bisher familiengeführte Krings Fruchtsaft GmbH in Mönchengladbach-Herrath. Es folgte die Gründung der Refresco Holding mit Produktionsstätten in den Niederlanden, Spanien und Deutschland.
2002 wurde das Gelände der deutschen Hardthof Fruchtsaft GmbH und die französische Délifruits S.A. (spezialisiert auf kaltaseptische Abfüllung in PET-Flaschen) übernommen. Im Folgejahr übernahm Refresco das spanische Unternehmen Interfruit Vital S.A., um sich die Versorgung mit Orangendirektsaft und den Zugang zum Fruchtsaftabsatzmarkt iberische Halbinsel zu sichern. 2004 erwarb Refresco VIP-Juicemaker in Finnland und erweiterte damit seine Produktionskapazität in Skandinavien.
2003 übernahm die britische Private-Equity-Gesellschaft 3i die Mehrheit der Anteile von Refresco. Im Jahr 2006 verkaufte 3i seine Beteiligung an ein isländisches Investorenkonsortium um die Kaupthing Bank.
2007 erfolgte durch Übernahme von Kentpol der Markteintritt in Polen und durch Übernahme von Histogram im Vereinigten Königreich. Im selben Jahr erwarb Refresco die in den Beneluxstaaten und Frankreich tätige Sun Beverage Company (SBC). Mit der Übernahme von Schiffers Food 2009 baute Refresco seine Position in den Beneluxstaaten weiter aus. In den kommenden Jahren folgten weitere Übernahmen – 2010 die Soft Drinks International (SDI) in Deutschland, 2011 Akquisitionen in Italien und 2012 Taja in Polen.
2010 stieg die britische Private-Equity-Gesellschaft 3i erneut als Minderheitsgesellschafter ein.
2013 entstand aus dem Zusammenschluss der niederländischen Holding Refresco mit der britisch-deutschen GerberEmig Group zunächst die RefrescoGerber B.V. mit Sitz im niederländischen Rotterdam. Refresco erhielt 72,5 Prozent und GerberEmig 27,5 Prozent am neuen Unternehmen. CEO des Unternehmens wurde der Niederländer Hans Roelofs, zuvor CEO von Refresco. Die europäische Wettbewerbsbehörde genehmigte die Übernahme mit der Auflage, das Emig-Werk in Waibstadt zu veräußern. Das Werk wurde an die riha WeserGold Getränke verkauft. RefrescoGerber verfügte über Produktionsstätten in den Beneluxstaaten, Deutschland, Frankreich, auf der iberischen Halbinsel, in Italien, im Vereinigten Königreich, Polen und Finnland und steigerte die Produktionskapazität auf 6,5 Milliarden Litern.
Im März 2015 wurde das Unternehmen in eine am Handelsplatz Amsterdam der Euronext-Börse notierte Aktiengesellschaft (N.V.) umgewandelt und in den AMX index aufgenommen.
2016 wurde der niederländische Lohnabfüller Dranken Industrie Sittard B.V. (DIS) übernommen. Im Mai 2016 firmierte RefrescoGerber um in Refresco Group. Im gleichen Jahr wurde das PepsiCo-Werk in Hamburg übernommen. Dieses Werk wurde allerdings 2018 geschlossen und Teile der Produktionslinien nach Calvörde verlegt.
Im Juli 2016 expandierte Refresco durch die Übernahme des US-amerikanischen Abfüllers Whitlock Packaging für umgerechnet 117 Mio. Euro in den größten Softdrink-Markt der Welt.
2017 hat Refresco den Getränkebereich und die Konzentratproduktion vom kanadischen Getränkehersteller Cott in den USA, U.K. und Mexiko für USD 1,25 Milliarden übernommen. Mit dieser größten Einzelakquisition in der bisherigen Geschichte des Unternehmens stieg Refresco im Januar 2018 zum weltweit größten unabhängigen Abfüller auf. Zudem hat das Unternehmen mit PepsiCo eine strategische Vereinbarung über die Herstellung eines Teils der PepsiCo-Getränkemengen in Spanien getroffen.
Im selben Jahr wurde die Aktiengesellschaft Refresco Group N.V. von dem Konsortium Sunshine Investment B.V. der französischen Private-Equity-Gesellschaft PAI partners und der British Columbia Investment Management Corp., der Vermögensanlagegesellschaft des staatlichen Pensionsfonds, übernommen. In der Folge wurde Refresco von der Börse genommen und in eine B.V. umgewandelt.
Im Januar 2020 wurde die Übernahme von AZPACK in Arizona, USA, abgeschlossen und im selben Jahr die Übernahme von drei Abfüllbetrieben des Saftherstellers Britvic in Frankreich ergänzt. Im Januar 2021 wurde ein Betrieb von der Royal Crown Bottling Company in Evansville, Indiana, USA, und im August die Southeast Bottling & Beverage Company in Dade City, Florida, USA, sowie drei weitere Abfüllbetriebe von Coca Cola in Nordamerika übernommen. Im Juli 2021 vereinbarte Refresco die Übernahme des deutschen Mineralwasser- und Erfrischungsgetränkeherstellers Hansa-Heemann.
Im Februar 2022 vereinbarte Refresco seine mehrheitliche Übernahme durch die US-amerikanische Beteiligungsgesellschaft KKR. PAI partners und British Columbia Investment Management behalten einen bedeutenden Minderheitsanteil. Des Weiteren wurde mit der Übernahme des australischen Herstellers
nichtalkoholhaltiger Getränke Tru Blu Beverages der Schritt auf einen weiteren Kontinent vollzogen.
Im Januar 2023 gab Refresco die Übernahme des Herstellers für alkoholische Getränke Avandis in Zoetermeer von den Spirituosenherstellern Lucas Bols und De Kuyper bekannt. Im August 2025 übernahm das Unternehmen den norwegischen Getränkehersteller Telemark Kildevann Holding.

## Refresco Deutschland
Das operative Geschäft betreiben die aus der Krings Fruchtsaft GmbH (respektive FreshCo GmbH) hervorgegangene Refresco Deutschland GmbH und die als Lohnabfüller tätige EMIG GmbH. Daneben sind die Refresco Deutschland Holding GmbH und die Refresco Deutschland Services & IT GmbH & Co KG als Dienstleister tätig sowie die Logico GmbH & Co. KG als Logistikunternehmen, alle in Mönchengladbach. Alle fünf Gesellschaften werden in den Konsolidierungskreis der Refresco Group B.V. (vormals Sunshine Top B.V. respektive Refresco Group N.V.), Rotterdam NL, einbezogen, die jeweils 90 Prozent der Anteile hält und die an der Gründung der Menken Beverages B.V. beteiligte und heute als Pensionsfonds geführte OKIL Holding 2 B.V. Rotterdam NL, 10 Prozent.
Die in Deutschland tätigen Unternehmen erwirtschafteten 2020 einen Umsatz von rund 360 Mio. EUR und beschäftigen 1.600 Mitarbeiter. Neben dem Werk in Mönchengladbach-Herrath werden noch Werke in Grünsfeld, Erftstadt, Calvörde, Reinbek, Bruchsal, Lehnin, Trappenkamp und Löhne betrieben.
Das 2016 von PepsiCo übernommene Werk in Hamburg wurde 2018 geschlossen und Teile der Produktionsanlagen nach Calvörde verlegt.

## Konzernstruktur
Die PAI partners und die BCI beherrschen über die Luxemburger Holdinggesellschaft Financière Scheffer S.à.r.l. die niederländische Sunshine Equity B.V., deren Tochtergesellschaft, die Aktiengesellschaft Refresco Group N.V., mit der Refresco Holding B.V. verschmolzen und unter dem Dach der im Oktober 2017 neu gegründeten Refresco Group B.V. zusammengeführt worden sind.
Die Aktivitäten sind eingeteilt in die Geschäftsbereiche Nordamerika, Australien und  Europa (Vereinigtes Königreich, Benelux, Frankreich, Deutschland, Iberien, Italien, Polen und Finnland).

## Kritik
Der Kampagnen- und Forschungsdirektor Jordan Ash von der unabhängigen Forschungs- und Veröffentlichungsplattform Private Equity Shareholder Project wirft Refresco vor, mehrfach gegen Richtlinien zum Gesundheits- und Arbeitsschutz verstoßen zu haben. Bereits 2015 habe die zuständige Aufsichtsbehörde Occupational Safety and Health Administration (OSHA) sieben Verstöße und 2019 weitere zehn im Betrieb New York festgestellt. 2021 seien nochmals vier Verstöße bei Refresco-Betrieben festgestellt worden. Ebenfalls 2015 seien acht Verstöße im Betrieb New Jersey registriert worden. Dort habe die Geschäftsleitung Hörtests für lärmbeeinträchtigte Beschäftigte verweigert, so dass die United Electrical, Radio, and Machine Workers of America union (UE) im November 2021 schließlich Beschwerde bei der OSHA eingereicht habe.
Ebenfalls wurden Verstöße gegen Umweltschutzvorschriften festgestellt, etwa im Betrieb Walla Walla (Washington), wo verbotene Schmutzwassereinleitungen sowie eine Verseuchung des Wassers durch PCB mit einer um das 43-fache des zulässigen Wertes erhöhten Belastung erfolgt seien. Wegen 40 Verstößen im Zeitraum 2019–2021 wurde Refresco mit einer Strafe von USD 440.000 belegt. Im Sommer 2021 trug die Gemeindeverwaltung Walla Walla Refresco auf, die Missstände bis Juli 2022 zu beheben, anderenfalls drohte sie an, den Betrieb zu schließen; bis die Mängel behoben seien, würde ein Bußgeld von USD 500 täglich fällig.
Der Betrieb in Wharton (New Jersey), Morris County, ist 2016 von Whitlock Packaging übernommen worden, die Betriebe in Dunkirk (New York) und Walla Walla (Washington) kamen 2018 von Cott's Beverages Ltd. hinzu.